# Mikkel Hansen (atlet)
 Der er flere personer med dette navn, se Mikkel Hansen (flertydig).
Mikkel Hansen (født 1993) er en dansk atlet, som stiller op for Københavns IF. Han er primært forhindringsløber.
Mikkel Hansen vandt som 17-årig sølv ved DM på 3000 meter forhindringsløb 2011.
Mikkel Hansen er medlem af Dansk Atletik Forbunds B&U udvalg og var Danmarks repræsentant blandt 65 unge atletikledere, som under EM i Zürich 2014 deltog ved UNESCO Young Leaders Forum. Han blev indvalgt i DAF's bestyrelse i 2017 og i 2018 blevet genvalgt for en 2-årig periode.

## Danske mesterskab
- Sølv 2011: 3000 meter forhindring 10:34,00